# Ranunculus stenodes
Ranunculus stenodes är en ranunkelväxtart som först beskrevs av Cedercr., och fick sitt nu gällande namn av S. Ericsson. Ranunculus stenodes ingår i släktet ranunkler, och familjen ranunkelväxter. Inga underarter finns listade i Catalogue of Life.